# Clingman Peak
Clingman Peak är en bergstopp i Antarktis. Den ligger i Östantarktis. Nya Zeeland gör anspråk på området. Toppen på Clingman Peak är 2 150 meter över havet, eller 199 meter över den omgivande terrängen. Bredden vid basen är 1,4 km.
Terrängen runt Clingman Peak är varierad. Trakten är obefolkad. Det finns inga samhällen i närheten.